# Stolnica svetega Štefana, Prato
Stolnica svetega Štefana (italijansko Duomo di Prato; Cattedrale di San Stefano) je rimokatoliška stolnica v Pratu v Toskani v osrednji Italiji, od leta 1954 pa je sedež škofa Prata, ki je bila stolnica že od leta 1653 v škofiji Pistoia in Prato. Posvečena je svetemu Štefanu, prvemu krščanskemu mučeniku.
Je ena najstarejših cerkev v mestu in je že obstajala v 10. stoletju. Zgrajena je bil v več zaporednih fazah v romanskem in gotskem slogu. V cerkvi je vrsta pomembnih umetniških del tako kiparskih kot slikarskih (freske).

## Izvor
Cerkev svetega Štefana je bila zgrajena na zelenem travniku (Prato) posvečena Devici Mariji v bližnji vasi Borgo al Cornio (sedanje središče Prata). Prva stavba je bila majhna župnijska cerkev za katero najzgodnejši dokument izvira iz leta 994. Širitev cerkve se je začela v 15. stoletju in spremenila skromno stavbo v eno najlepših gotsko-romanskih zgradb v Toskani.

## Zgodovina
Stolnica je dokumentirana že v 10. stoletju kot Pieve di Santo Stefano, ki je bila v Borgo al Cornio, prvi naselbini v Pratu.
Trenutna struktura izhaja iz romanskega obdobja iz 12. stoletja: od tega datuma ostajajo ladja, stranski zidovi in večji del zvonika. Zgornja faza zvonika je bila zgrajena leta 1356.
V 14. stoletju je stolnica pridobila pomembno relikvijo, Sacra Cintola ali Sveti pas (tudi Tomažev pas). To je povzročilo širitev stavbe z dodatkom transepta, ki se pripisuje Giovanniju Pisanu, a je verjetno delo učenca Nicole Pisana. V tem času je bila zgrajena tudi kapela Cintola, kjer je bila nameščena relikvija.
V zgodnjem 15. stoletju je bila v mednarodnem gotskem slogu spredaj dodana nova fasada ali zahodna fasada. V prostoru med obema je bil ustvarjen narteks ali koridor, ki je vodil do zunanjega prižnice, ki jo je zgradil Michelozzo in okrasil Donatello med letoma 1428 in 1438. Sedem prvotnih reliefov parapeta je bilo odstranjenih iz prižnice leta 1967 in jih je mogoče videti danes v muzeju stolnice.
Fasada je arhitekturno preprosta, oblika stavbe kaže novo strukturo tako, da njena osrednja streha in poševne stranske ladje označuje strešno linijo, ki jo poživi odprt parapet s preprostim gotskim krogovičjem, ki združuje stavbo z nebom. Fasada je razdeljena na tri dele s plitvimi oporniki ali pilastri. Tisti del nad vrhom loka vrat se sooča z marmorjem s krepko kontrastnimi črtami, medtem ko je spodnji del blede barve, na nekaterih območjih precej obarvan, morda zaradi absorpcije umazanije.
Fasada ima en sam osrednji portal s preklado nad vrati, nadgrajenimi z gotskim lokom. V luneti nad vrati je emajlirana terakota skulptura Andrea della Robbia, ki prikazuje Marijo s svetnikoma Štefanom in Janezom.
Pod osrednjim zatrepom je namesto osrednjega okna v fasado postavljena dekorativna ura. Obkrožena je s segmenti kontrastnega marmorja in je del harmonične oblike.
Freske transeptne kapele so tudi iz 15. stoletja, vendar so v slogu renesančnega slikarstva.

## Notranjost
V tlorisu je cerkev zgrajena v obliki latinskega križa, z glavno in dvema stranskima ladjama, vse v romanskem slogu iz zgodnjega 13. stoletja. Ločene so z elegantnimi stebri iz  zelenega serpentina, kapitele pa pripisujejo Guidettu. Oboki, ki jih je zasnoval Ferdinando Tacca, so bili dodani v 17. stoletju.
Severna stranska ladja ima pomembno renesančno prižnico v belem marmorju (1469-1473). Podstavek je okrašen s sfingami. Parapet ima reliefe  Antonia Rossellina, ki prikazuje Vnebovzetje in Zgodbe sv. Štefana in Mina da Fiesola Zgodbe sv. Janeza Krstnika. V nasprotni stranski ladji je velik bronast svečnik Masa di Bartolomea (1440), ki ima podolgovato obliko vaze, iz katere vodi sedem vej. Maso je naredil tudi balkon notranje zahodne stene, ki je poleg tega okrašena s fresko Vnebovzetje Davida in Ridolfa del Ghirlandaio.
- Notranjost bazilike
- Prižnica
- Ridolfo del Ghirlandaio, Vnebovzetje
- Svečnik

### Transept
Malo stopnišče vodi iz stare cerkve v transept iz 14. stoletja, ki ga tradicionalno pripisujejo Giovanniju Pisanu, ki je v vsakem primeru briljantno delo svojega področja (morda učenca Nicole Pisano). Ima pet visokih križnih obokov, naravni zaključek v petih apsidalnih kapel, razdeljenih z visokimi polstebri s pasovi, z opaznimi figurastimi konzolami. Prezbiterij je v sedanji obliki leta 2012 zgradil Američan Robert Morris. Tri glavna dela opreme so njegova: škofov stol s sedežem iz carrarskega marmorja in hrbtom iz brona, ki je nad stopniščem; glavni oltar, ki je na nižji ravni, pod slavolokom in je sestavljen iz enega bloka carrarskega marmorja v obliki paralelepipeda; ambon, v celoti iz brona, za katerega je značilna oblika plašča in nekaj kamnov na dnu, ki tako želijo spomniti na mučeništvo svetega Štefana. Za novim prezbiterijem je baročni visoki oltar iz barvnega marmorja, ki ga nadgrajuje impozantno bronasto razpelo Ferdinanda Tacce (1653).
Na desni strani transepta je renesančna edikula bratov Da Maiano: Marija z otrokom (Madonne dell'Olivo) (1480) v terakoti, dragocena v svojih polnih oblikah, je delo slavnega Benedetta.
Do kapelic se lahko dostopa skozi balustrado iz 17. stoletja iz barvnega marmorja, za katerega so bili ponovno uporabljeni deli renesančnega kora (vključno grebeni in kerubi).
V levem prerezu na vhodnem portalu zakristije je nagrobni spomenik Carlu de' Medici, marmornata skulptura Vincenza Dantija iz leta 1564.

### Kapele transepta
Južni krak transepta, Vinaccesijeva kapela ima pomembno Polaganje Kristusa iz 13. stoletja. Prav tako ima freske iz 19. stoletja domačega slikarja Alessandra Franchija.
Naslednja je kapela Vnebovzetja, ki jo je v 1435-1436 s freskami poslikal tako imenovan mojster iz Prata in mladi Paolo Uccello, ki je slikal Zgodbe Device in sv. Štefana, ki jih je v spodnjem delu zaključil Andrea di Giusto. Prikazujejo bizarno fantazijo očarljivih oseb, ujetih v široki paleti sijajnih barv in obkroženih z arhitekturo, podobno Brunelleschijevi.
Manasseijevo kapelo je v začetku 15. stoletja poslikal učenec Agnola Gaddija z Zgodbo o sv. Margareti in sv. Jakobu. V zadnji kapeli na levi, Inghiramijevi kapeli, je nagrobni spomenik pripisan Benedettu da Maianu in vitraj iz zgodnjega 16. stoletja.
Freske Filippa Lippija
Stene glavne kapele so poslikane z zgodbami svetega Štefana in svetega Janeza Krstnika, dokončane leta 1465, najbolj znanega cikla fra Filippa Lippija. Monumentalne zasnove so figure - s številnimi živahnimi portreti - zavite v ohlapne draperije, ki jih osvetlijo svetlost poteze s čopičem in odsotnost jasnih obrisov ter so vstavljene v scenografske perspektive. Spodaj na levi je pogreb svetega Štefana, postavljen v zgodnjo krščansko baziliko, na katerem je Lippi naslikal papeža Pija II., impozantno figuro v rdečih oblačilih in umetnikov avtoportret skrajno desno. Na nasprotni steni je Herodov banket, ki prikazuje veliko dvorano, v kateri Saloma pleše in predaja glavo Janeza Krstnika Herodu (princesa herodske dinastije iz Judeje iz obdobja Rimskega cesarstva). Tudi vitraj je oblikoval Lippi, čeprav so preživeli le nekateri njegovi deli. V ciklu je sodeloval tudi Fra Diamante.
- Filippo Lippi, Herodova pojedina
- Filippo Lippi, Herodova pojedina, detajl Salome
- Filippo Lippi
- Paolo Uccello

### Kapela svetega pasu
Kapela svetega pasu (italijansko Cappella del Sacro Cingolo) je pod zadnjim lokom severne stranske ladje. V njej je Sakra Cintola ali Tomažev pas, pas, ki ga je po tradiciji dala svetemu Tomažu Devica Marija v času vnebovzetja. V Prato so ga prinesli v 13. stoletju.
Kapela, zgrajena v letih 1386–1390, je poslikana s freskami Zgodbe o Devici in pasu, ciklom presenetljive figurativne enotnosti, ki ga je leta 1392–1395 naslikal Agnolo Gaddi. Pomembna je tudi panorama Prata v prizoru Mihaelova vrnitev.
Oltar iz 18. stoletja, ki obkroža Cintolo, je kronan z marmorno Marijo z otrokom (1301) in velja za eno od mojstrovin Giovannija Pisana.
Kapelo zapirajo dragocena bronasta vrata, eden najbolje ohranjenih tovrstnih primerov iz renesanse, Maso di Bartolomeo, Pasquino da Montepulciano in sodelavci, s kvadrilobi in frizi.

### Slike
- Zvonik
- Slika v kapeli blaženega zakramenta
- V kapeli Oznanjenja, slika Paolo Uccello
- Zunanja prižnica v muzeju
- Stopnice
- Ladja
- Križni hodnik
- Podzemna kapela